# Walid Atta
Walid Atta (Rijad, 28. kolovoza 1986.), švedski-etiopski je nogometaš, eritrejskog podrijetla, igra na položaju braniča. Trenutačno nastupa za švedski Östersunds FK.

## Klupska karijera
Švedski nogometaš eritrejskog podrijetla Walid Atta rodio se u Rijadu u Saudijskoj Arabiji a nogometnu karijeru počinje u Švedskoj gdje nastavlja živjeti nakon preseljenja. Nakon nekoliko sezona provedenih u Gunnilse IS i FC Väsby Unitedu 2008. godine dolazi u AIK s kojim osvaja dvostruku krunu i švedski superkup. U Hrvatskoj je u sezoni 2010./2011. igrao za zagrebačku Lokomotivu a uoči sezone 2011./2012. potpisuje za zagrebački Dinamo. 

### Dinamo Zagreb
Iako je potpisao za dinamo sredinom srpnja 2011. godine cijelu je polusezonu bio izvan pogona zbog ozljede. Za Dinamo je debitirao 19. siječnja 2012. godine na 22. memorijalnom turniru "Andrija Anković" u Gabeli, u BiH, na polufinalnoj utakmici, Dinamo - GOŠK (2:0). Nakon šest mjeseci provedenih u Dinamu zatražio je raskid ugovora i u klubu su udovoljili njegovoj želji te je otišao bez odštete.

## Reprezentativna karijera
Njegov otac dolazi iz Adi Bare iz Eritreje, a njegova majka je iz Etiopije. Atta je rođen u Rijadu u Saudijskoj Arabiji i kasnije emigrirao za Švedsku. Atta je tako imao pravo nastupati za Eritreju, Etiopiju, Saudijsku Arabiju i Švedsku. U mlađim selekcijama ima 3 nastupa u švedskoj U-21 reprezentaciji. Od 2014. godine nastupa za Etiopiju. 

## Priznanja

### Klupska
AIK
- Švedski prvak (1) : 2009.
- Švedski nogometni kup (1) : 2009.
- Švedski nogometni superkup (1) : 2010.

## Vanjske poveznice
- Walid Atta na hnl-statistika.com